# Maendeleo (Mbeya DC)
Maendeleo ist ein Verwaltungsbezirk (Ward) des Land-Distrikts Mbeya in der gleichnamigen tansanischen Region Mbeya.

## Geografie
Maendeleo liegt im Südwesten von Tansania, etwa 20 Kilometer östlich vom Stadtzentrum von Mbeya. Die Fläche beträgt 33,75 Quadratkilometer und bei der Volkszählung 2022 lebten hier 5494 Menschen in 1489 Haushalten.

## Gliederung
Der Bezirk besteht aus fünf Gemeinden (Mtaa) mit 24 Orten (Kitongoji):
| Isebe - Magogo - Maziginya - Mpulo - Loleza | Itambalila - Masebe - Muungano - Soweto - Morogoro | Ikhoho - Ileya - Mapinduzi - Mabande A - Mabande B - Isyasya | Izumbwe/Usafwa - Izumbwe - Ntangano - Ntewela | Usoha Muungano - Bagamoyo - Mbejele - Masoko - Ipenja - Namba Moja - Bondeni - Njia Panda - Kibaoni |

## Wirtschaft und Infrastruktur
- Bildung: In Ikhoho befindet sich eine weiterführende Schule.[6]
- Gesundheit: Im Bezirk gibt es drei Apotheken, eine in Ikhoho[7] und zwei in Izumbwe.[8][9]